# آرنولد وتل
آرنولد وتل (آلمانی: Arnold Wetl؛ زادهٔ ۲ فوریهٔ ۱۹۷۰) یک بازیکن فوتبال اهل اتریش است.
وی همچنین در تیم ملی فوتبال اتریش بازی کرده‌است.